# Magyarsülyei fatemplom
A magyarsülyei fatemplom műemlék Romániában, Fehér megyében. A romániai műemlékek jegyzékében az AB-II-a-B-00366 sorszámon szerepel.